# Битва в казармах Баллиголи
Битва в казармах Баллиголи (англ. Attack on Ballygawley barracks) произошла 7 декабря 1985 года между группой полицейских Ольстера на военной базе Баллиголи (графство Тирон) и двумя отрядами Временной Ирландской республиканской армии. Боевики ИРА убили двух и тяжело ранили трёх полицейских, взорвав здание казарм при помощи самодельной бомбы.

## Предыстория
В 1985 году Восточно-Тиронскую бригаду ИРА возглавил Патрик Джозеф Келли, который вместе с Джимом Линэгом и Патриком Маккирни вёл летучие отряды для уничтожения британских подразделений и полному уничтожению баз полиции. Целью этих отрядов было создание «свободных зон» под контролем ИРА, которые в перспективе планировалось расширять и дальше. Хотя главнокомандующий ИРА Кевин Маккенна воспринял такую идею в штыки, Северное командование ИРА приняло подобную инициативу и одобрило план по полному разрушению военных и полицейских баз. В 1985 году всего было зафиксировано 44 подобные атаки, самой громкой стала мартовская стычка в Ньюри.

## Нападение
Из Восточно-Тиронской бригады для очередного нападения были выделены два отряда: штурмовой отряд и диверсионный отряд. В зоне атаки, в Баллиголи, располагались несколько команд наблюдателей ИРА. Солдаты были оснащены автоматами АК-47 и AR-15, в распоряжении диверсантов были бомбы массой в 91 кг. Непосредственным командиром этих отрядов был Патрик Келли.
Атака на базу началась в субботу 7 декабря 1985 в 18:55 во время смены караула. Открыв огонь, боевики на месте уничтожили охранников Джорджа Джиллилэнда и Уильяма Клементса, захватив табельное оружие Клементса — револьвер Ruger Security Six. Оставшиеся в живых пять офицеров полиции отступили вглубь базы, пытаясь укрыться за стенами. Боевики захватили оружие и несколько папок с документами, после чего заложили бомбу и мгновенно покинули базу. Вскоре бомба сдетонировала, и здание базы обрушилось: трое офицеров были ранены.
Журнал Iris (номер 11 за октябрь 1987) описал атаку следующим образом:

Один доброволец подобрался близко к главным воротам. Двое полицейских открыли ворота, и доброволец спокойно прошёл вперёд, расстреляв в упор обоих. Добровольцы, вооружённые автоматами АК-47 и Armalite, двинулись внутрь казарм, обстреливая их. Заняв здание, они заложили там бомбу массой в 100 фунтов. Бомба взорвалась, обрушив всё здание, уже после того, как добровольцы ушли в безопасное место.
Оригинальный текст (англ.)One volunteer took up a position close to the front gate. Two RUC men opened the gate and the volunteer calmly stepped forward, shooting them both dead at point blank range. Volunteers firing AK-47 and Armalite rifles moved into the barracks, raking it with gunfire. Having secured the building they planted a 100 lb bomb inside. The bomb exploded, totally destroying the building after the volunteers had withdrawn to safety.

Первой на место случившейся битвы прибыла рота D 1-го батальона Королевского полка герцога Эдинбургского.

## Последствия
Эта атака стала крупнейшей атакой Временной ИРА, в ответ на что британское правительство усилило военные патрули (в том числе и Ольстерского оборонного полка). Базу удалось восстановить в 1986 году. Восточно-Тирноская бригада повторила атаки в следующие годы в Бёрчес (1986) и Лафголле (1987), однако если в Бёрчес боевики добились успеха, то в Лафголле эта атака провалилась и унесла жизни восьми бойцов ИРА. На месте той перестрелки был обнаружен трофейный револьвер полицейского Клементса.